# SKNFA Premier League 2025
La SKNFA Premier League 2025 è la quarantunesima edizione della massima serie del campionato nevisiano di calcio. Il campionato è iniziato il 22 febbraio 2025 e terminerà nell'agosto successivo. 
La squadra campione in carica è il St. Paul's Utd, che ha vinto il suo settimo titolo nazionale nell'edizione 2024.

## Stagione

### Novità
Dalla stagione precedente sono state retrocesse Garden Hotspurs e Trafalgar Southstars, ultime due classificate del campionato, insieme con il Newtown Utd, terzultimo e sconfitto negli spareggi promozione/retrocessione. Al loro posto dalla Division 1 sono stati promossi Sandy Point e Security Forces, primi due classificati del campionato, insieme con il Mantab, vincitore degli spareggi promozione/retrocessione.

### Formula
La stagione regolare consiste in un girone all'italiana con partite di andata e ritorno, per un totale di 18 giornate.
Le prime 4 classificate si qualificano per il Super Four, un gironcino all'italiana con partite di sola andata, per un totale di 3 giornate aggiuntive. Le prime 2 classificate nel Super Four giocano una finale (al meglio delle tre gare) per decretare la squadra campione di Saint Kitts e Nevis e qualificata alle competizioni CONCACAF. Le ultime due sono invece retrocesse in Division 1.

## Squadre partecipanti
| Club                | Città         | Stagione Precedente     |
| ------------------- | ------------- | ----------------------- |
| Bath United         | Basseterre    | 7° in Premier League    |
| Cayon Rockets       | Basseterre    | 3° nel Super Four       |
| Conaree FC          | Saint Peter   | 6° in Premier League    |
| Jets                | Basseterre    | 4° nel Super Four       |
| Mantab              | Basseterre    | Division 1              |
| Sandy Point         | Basseterre    | Division 1              |
| Security Forces     | Basseterre    | Division 1              |
| St. Paul's Utd      | Basseterre    | Campione di Saint Kitts |
| St. Peters Strikers | Middle Island | Finalista               |
| Village Superstars  | Basseterre    | 5° in Premier League    |

## Stagione regolare
|  | Pos. | Squadra             | Pt | G  | V  | N | P  | GF | GS | DR  |
|  | ---- | ------------------- | -- | -- | -- | - | -- | -- | -- | --- |
|  | 1.   | Village Superstars  | 44 | 18 | 14 | 2 | 2  | 65 | 14 | +51 |
|  | 2.   | St. Paul's Utd      | 39 | 18 | 12 | 3 | 3  | 51 | 14 | +37 |
|  | 3.   | Conaree FC          | 37 | 18 | 12 | 1 | 5  | 45 | 20 | +25 |
|  | 4.   | Cayon Rockets       | 36 | 18 | 11 | 3 | 4  | 37 | 13 | +24 |
|  | 5.   | St. Peters Strikers | 34 | 18 | 11 | 1 | 6  | 39 | 20 | +19 |
|  | 6.   | Jets                | 27 | 18 | 7  | 6 | 5  | 39 | 15 | +24 |
|  | 7.   | Bath United         | 17 | 18 | 5  | 2 | 11 | 30 | 44 | -14 |
|  | 8.   | Sandy Point         | 14 | 18 | 4  | 2 | 12 | 24 | 41 | -17 |
|  | 9.   | Mantab              | 11 | 18 | 3  | 2 | 13 | 20 | 73 | -53 |
|  | 10.  | Security Forces     | 0  | 18 | 0  | 0 | 18 | 2  | 98 | -96 |

      Qualificate alla Liguilla
In caso di arrivo a pari punti:
1. Maggior numero di vittorie;
2. Differenza reti;
3. Gol fatti;

## Super Four
|  | Pos. | Squadra | Pt | G | V | N | P | GF | GS | DR |
|  | ---- | ------- | -- | - | - | - | - | -- | -- | -- |
|  | 1.   |         | 0  | 0 | 0 | 0 | 0 | 0  | 0  | 0  |
|  | 2.   |         | 0  | 0 | 0 | 0 | 0 | 0  | 0  | 0  |
|  | 3.   |         | 0  | 0 | 0 | 0 | 0 | 0  | 0  | 0  |
|  | 4.   |         | 0  | 0 | 0 | 0 | 0 | 0  | 0  | 0  |

      Qualificate alla Finale
In caso di arrivo a pari punti:
1. Maggior numero di vittorie;
2. Differenza reti;
3. Gol fatti;